# Leandro Firmino
Leandro Firmino (Río de Janeiro, Brasil, 23 de junio de 1978) es un actor brasileño. Su interpretación más conocida es la de Zé Pequeno en la película de 2002 Ciudad de Dios. También tuvo un papel principal en un episodio de la serie spin-off Ciudad de Hombres.

## Filmografía
- 2014 Trash -  Thiago
- 2012 O Homem que Desafiou o Diabo - Zé Pretinho
- 2012 Totalmente Inocentes - Algodão
- 2012 No Olho da Rua
- 2011 As Aventuras de Agamenon,o repórter
- 2007 O Homem que Desafiou o Diabo - Zé Pretinho
- 2006 Vidas Opostas - Sovaco
- 2006 Trair e coçar, é só começar - Mecánico
- 2005 Cafundó - Cirino
- 2003 O Corneteiro Lopes - Feliciano
- 2002 Ciudad de Dios - Zé Pequeno